# Woestijnmus
De woestijnmus (Passer simplex) is een zangvogel uit de familie van mussen (Passeridae).

## Kenmerken
De woestijnmus is 13 tot 14,5 cm lang. De mus ziet eruit als een bleek gekleurde, kleine huismus. De vogel is lichtbeige tot lichtgrijs. De snavel is buiten de broedtijd licht, maar is donker in de broedtijd. Opvallend is de rechtopgaande houding van deze mussen.

## Verspreiding en leefgebied
Deze soort komt voor van Zuidwest-Azië tot noordelijk Afrika en telt 2 ondersoorten:
- Passer simplex saharae: van Marokko tot centraal Libië.
- Passer simplex simplex: van zuidelijk Mauritanië en Mali tot zuidwestelijk Egypte, centraal Soedan en noordelijk Tsjaad.

Het leefgebied is woestijn, droge, zandige gebieden met hier en daar bomen en struiken. De vogel wordt soms aangetroffen in oases. De Aziatische woestijnmus (P. zarudnyi) wordt ook wel als een ondersoort beschouwd.

## Status
De woestijnmus heeft een groot verspreidingsgebied en daardoor is de kans op de status kwetsbaar (voor uitsterven) gering. De grootte van de populatie is niet gekwantificeerd. De aantallen gaan echter achteruit. Echter, het tempo ligt onder de 30% in tien jaar (minder dan 3,5% per jaar). Om deze redenen staat de woestijnmus als niet bedreigd op de Rode Lijst van de IUCN.